# Шмартно-об-Пакі (община)
Община Шмартно-об-Пакі (словен. Občina Šmartno ob Paki) — одна з общин в центральній Словенії. Адміністративним центром є місто Шмартно-об-Пакі.

## Населення
У 2011 році в общині проживало 3167 осіб, 1590 чоловіків і 1577 жінок. Чисельність економічно активного населення (за місцем проживання), 1366 осіб. Середня щомісячна чиста заробітна плата одного працівника (EUR), 836,09 (в середньому по Словенії 987.39). Приблизно кожен другий житель у громаді має автомобіль (52 автомобілі на 100 жителів). Середній вік жителів склав 40,7 роки (в середньому по Словенії 41.8). 